# Звенигородский переулок
Звенигоро́дский переу́лок (название с 1994 года) — переулок в Западном административном округе города Москвы на территории района Фили-Давыдково.

## История
Переулок получил своё название в 1994 году по примыканию к Звенигородской улице.

## Расположение
Звенигородский переулок проходит от Малой Филёвской улицы на северо-запад до Звенигородской улицы. По Звенигородскому переулку не числится домовладений.

## Транспорт

### Наземный транспорт
По Звенигородскому переулку не проходят маршруты наземного общественного городского транспорта. У юго-восточного конца переулка, на Малой Филёвской улице, расположена остановка «Малая Филёвская улица» автобуса 178.

### Метро
- Станция метро «Кунцевская» Арбатско-Покровской и Филёвской линий и станция метро «Кунцевская» Большой кольцевой линии (соединены переходом) — юго-западнее улицы, на пересечении Рублёвского шоссе с Молдавской и Малой Филёвской улицами.
- Станция метро «Пионерская» Филёвской линии — юго-восточнее улицы на пересечении Малой Филёвской и Мазиловской улиц.

### Железнодорожный транспорт
Станция «Кунцевская» Смоленского направления Московской железной дороги — южнее улицы, между улицей Алексея Свиридова, улицей Ивана Франко и Рублёвским шоссе.